# Distribuzione a coda pesante
Nella teoria della probabilità, le distribuzioni a coda pesante sono distribuzioni di probabilità le cui code non sono limitate in modo esponenziale: cioè hanno code più pesanti della distribuzione esponenziale. In molte applicazioni è la coda destra della distribuzione che interessa, ma una distribuzione può avere la coda sinistra, oppure entrambe le code, pesanti.
Esistono tre importanti sottoclassi di distribuzioni a coda pesante: le distribuzioni a coda grassa, le distribuzioni a coda lunga e le distribuzioni subesponenziali . In pratica, tutte le distribuzioni a coda pesante comunemente usate appartengono alla classe subesponenziale.
C'è ancora qualche discrepanza sull'uso del termine coda pesante. Ci sono altre due definizioni in uso. Alcuni autori usano il termine per riferirsi a quelle distribuzioni che non hanno tutti i loro momenti finiti; e altri per riferirsi a quelle distribuzioni che non hanno varianza finita. (Occasionalmente, la coda pesante viene utilizzata per qualsiasi distribuzione che abbia code più pesanti rispetto alla distribuzione normale.)

## Definizioni

### Definizione di distribuzione a coda pesante
Si dice che la distribuzione di una variabile casuale X con funzione di ripartizione F ha una coda pesante (destra) se la funzione generatrice dei momenti di X, M X ( t ), è infinita per ogni {\displaystyle t>0}.
Ossia
{\displaystyle \int _{-\infty }^{\infty }e^{tx}\,dF(x)=\infty \quad {\mbox{for all }}t>0.}
Un'implicazione di questo fatto è che
{\displaystyle \lim _{x\rightarrow +\infty }e^{tx}{\text{Pr}}[X>x]=\infty \ \ \ \forall t>0}
Questo equivale al fatto, definita la funzione di ripartizione della coda come
{\displaystyle {\overline {F}}(x)\equiv \Pr[X>x]\,=1-F(x)}
che
{\displaystyle \lim _{x\to \infty }e^{tx}{\overline {F}}(x)=\infty \quad {\mbox{for all }}t>0.\,}

### Definizione di distribuzione a coda lunga
Si dice che la distribuzione di una variabile casuale X con funzione di ripartizione F ha una lunga coda destra se per tutti {\displaystyle t>0},
{\displaystyle \lim _{x\to \infty }\Pr[X>x+t\mid X>x]=1,\,}
o in modo equivalente
{\displaystyle {\overline {F}}(x+t)\sim {\overline {F}}(x)\quad {\mbox{as }}x\to \infty .\,}
Questa è l'interpretazione intuitiva per una quantità distribuita con una lunga coda destra, che se la quantità avente la coda lunga supera un livello elevato, la probabilità che supererà qualsiasi altro livello superiore si avvicina a 1.
Tutte le distribuzioni a coda lunga sono a coda pesante, ma il contrario è falso ed è possibile costruire distribuzioni a coda pesante che non sono a coda lunga.

### Distribuzioni subesponenziali
La subesponenzialità è definita in termini di convoluzioni di distribuzioni di probabilità . Per due variabili casuali indipendenti e identicamente distribuite {\displaystyle X_{1},X_{2}} con una funzione di ripartizione comune {\displaystyle F}, la convoluzione di {\displaystyle F} con se stessa, avente notazione {\displaystyle F^{*2}} e chiamata quadrato di convoluzione, è definita utilizzando l'integrazione di Lebesgue – Stieltjes da:
{\displaystyle \Pr[X_{1}+X_{2}\leq x]=F^{*2}(x)=\int _{0}^{x}F(x-y)\,dF(y),}
e la convoluzione n-esima {\displaystyle F^{*n}} è definito induttivamente dalla regola:
{\displaystyle F^{*n}(x)=\int _{0}^{x}F(x-y)\,dF^{*n-1}(y).}
Ricordando che la funzione di ripartizione della coda {\displaystyle {\overline {F}}} è definita come {\displaystyle {\overline {F}}(x)=1-F(x)}, una distribuzione {\displaystyle F} sulla semiretta positiva è subesponenziale se
{\displaystyle {\overline {F^{*2}}}(x)\sim 2{\overline {F}}(x)\quad {\mbox{per }}x\to \infty .}
Ciò implica che, per qualsiasi {\displaystyle n\geq 1},
{\displaystyle {\overline {F^{*n}}}(x)\sim n{\overline {F}}(x)\quad {\mbox{per }}x\to \infty .}
L'interpretazione probabilistica di questo fatto è che, per una somma di {\displaystyle n} variabili casuali indipendenti {\displaystyle X_{1},\ldots ,X_{n}} con distribuzione comune {\displaystyle F},
{\displaystyle \Pr[X_{1}+\cdots +X_{n}>x]\sim \Pr[\max(X_{1},\ldots ,X_{n})>x]\quad {\text{as }}x\to \infty .}
Questo è noto come il principio del singolo grande salto o principio della catastrofe.
Una distribuzione {\displaystyle F} sull'intera retta reale è subesponenziale se la distribuzione {\displaystyle FI([0,\infty ))} è.  Qui {\displaystyle I([0,\infty ))} è la funzione indicatrice della semiretta positiva. In alternativa, una variabile casuale {\displaystyle X} supportata sulla retta reale è subesponenziale se e solo se {\displaystyle X^{+}=\max(0,X)} è subesponenziale.
Tutte le distribuzioni subesponenziali sono a coda lunga, ma è possibile costruire esempi di distribuzioni a coda lunga che non sono subesponenziali.

## Esempi di distribuzioni a coda pesante
Tutte le distribuzioni a coda pesante comunemente usate sono subesponenziali.
Tra quelle che hanno una sola coda pesante vi sono:
- la distribuzione paretiana;
- la distribuzione log-normale;
- la distribuzione di Lévy;
- la distribuzione di Weibull con parametro di forma maggiore di 0 ma minore di 1;
- la distribuzione Burr;
- la distribuzione log-logistica;
- la distribuzione log-gamma;
- la distribuzione Fréchet;
- la distribuzione log-Cauchy, a volte descritta come avente una "coda super pesante" perché mostra un decadimento logaritmico producendo una coda più pesante rispetto alla distribuzione di Pareto.[9][10]

Alcune di quelle che hanno due code pesanti sono:
- La distribuzione di Cauchy, essa stessa un caso speciale sia della distribuzione stabile che della distribuzione t;
- La famiglia delle distribuzioni stabili,[11] eccetto il caso speciale della distribuzione normale. Alcune distribuzioni stabili sono unilaterali (o supportate da una semiretta), ad esempio la distribuzione Levy.
- La distribuzione t di Student.

## Relazione con le distribuzioni dalla coda grassa
Una distribuzione a coda grassa è una distribuzione per la quale la funzione di densità di probabilità, per x grande, va a zero come {\displaystyle x^{-a}}. Poiché tale potenza è sempre limitata dal basso dalla funzione di densità di probabilità di una distribuzione esponenziale, le distribuzioni a coda grassa sono sempre a coda pesante. Alcune distribuzioni, tuttavia, hanno una coda che va a zero più lentamente di una funzione esponenziale (il che significa che hanno la coda pesante), ma più veloce di una potenza (il che significa che non hanno la coda grassa). Un esempio è la distribuzione log-normale.

## Stima dell'indice di coda
Esistono approcci parametrici (vedi Embrechts et al.) e non parametrici (vedi, ad esempio, Novak) al problema della stima dell'indice di coda.  
Per stimare l'indice di coda utilizzando l'approccio parametrico, alcuni autori utilizzano la distribuzione GEV o la distribuzione di Pareto; possono applicare lo stimatore di massima verosimiglianza (MLE).

### Lo stimatore dell'indice di coda di Pickand
Sia {\displaystyle (X_{n},n\geq 1)} una successione di variabili aleatorie indipendenti e identicamente distribuite, con funzione di densità {\displaystyle F\in D(H(\xi ))}, con {\displaystyle D} il dominio di attrazione massima della densità di valori estremi generalizzata {\displaystyle H}, dove {\displaystyle \xi \in \mathbb {R} } . Se {\displaystyle \lim _{n\to \infty }k(n)=\infty } e {\displaystyle \lim _{n\to \infty }{\frac {k(n)}{n}}=0}, allora la stima dell'indice di coda di Pickand è
{\displaystyle \xi _{(k(n),n)}^{\text{Pickands}}={\frac {1}{\ln 2}}\ln \left({\frac {X_{(n-k(n)+1,n)}-X_{(n-2k(n)+1,n)}}{X_{(n-2k(n)+1,n)}-X_{(n-4k(n)+1,n)}}}\right)}
dove {\displaystyle X_{(n-k(n)+1,n)}=\max \left(X_{n-k(n)+1},\ldots ,X_{n}\right)} . Questo stimatore converge in probabilità a {\displaystyle \xi }.

### Stimatore dell'indice di coda di Hill
Sia {\displaystyle (X_{t},t\geq 1)} una successione di variabili aleatorie indipendenti e identicamente distribuite con funzione di distribuzione {\displaystyle F\in D(H(\xi ))}, con {\displaystyle D} il massimo dominio di attrazione della distribuzione di valori estremi generalizzata {\displaystyle H}, ed  {\displaystyle \xi \in \mathbb {R} } . Il percorso campione è {\displaystyle {X_{t}:1\leq t\leq n}} dove {\displaystyle n} è la dimensione del campione. Se {\displaystyle \{k(n)\}} è una sequenza di ordine intermedio, ad esempio {\displaystyle k(n)\in \{1,\ldots ,n-1\},}, {\displaystyle k(n)\to \infty } e {\displaystyle k(n)/n\to 0}, allora lo stimatore dell'indice di coda di Hill è
{\displaystyle \xi _{(k(n),n)}^{\text{Hill}}=\left({\frac {1}{k(n)}}\sum _{i=n-k(n)+1}^{n}\ln(X_{(i,n)})-\ln(X_{(n-k(n)+1,n)})\right)^{-1},}
dove {\displaystyle X_{(i,n)}} è il {\displaystyle i} -esima statistica di ordine di {\displaystyle X_{1},\dots ,X_{n}} . Questo stimatore converge in probabilità a {\displaystyle \xi }, ed è asintoticamente normale dato che {\displaystyle k(n)\to \infty } è limitato sulla base di una proprietà di variazione regolare di ordine superiore. La consistenza e la normalità asintotica si estendono a un'ampia classe di sequenze dipendenti ed eterogenee, indipendentemente dal fatto che {\displaystyle X_{t}} viene osservato, o un dato residuo calcolato o filtrato da un'ampia classe di modelli e stimatori, inclusi modelli erroneamente specificati e modelli con errori dipendenti. Si noti che sia gli stimatori dell'indice di coda di Pickand che quelli di Hill utilizzano comunemente il logaritmo delle statistiche dell'ordine.

### Stimatore di rapporto del tail-index
Lo stimatore del rapporto (stimatore RE) dell'indice di coda è stato introdotto da Goldie e Smith. È costruito in modo simile allo stimatore di Hill ma utilizza un "parametro di ottimizzazione" non casuale.
Un confronto tra stimatori di tipo Hill e di tipo RE può essere trovato in Novak.

### Software
- aest Archiviato il 25 novembre 2020 in Internet Archive., strumento C per la stima dell'indice di coda pesante.[24]

## Stima della densità della coda pesante
Approcci non parametrici per stimare le funzioni di densità di probabilità a coda pesante e superpesante sono stati forniti in Markovich. Questi sono approcci basati su una larghezza di banda variabile e stimatori dei kernel a coda lunga; sui dati preliminari si trasforma in una nuova variabile casuale ad intervalli finiti o infiniti, più agevole per la stima e quindi si inverte la trasformazione della stima di densità ottenuta; e "approccio della ricostruzione" che fornisce un certo modello parametrico per la coda della densità e un modello non parametrico per approssimare la moda della densità. Gli stimatori non parametrici richiedono un'appropriata selezione di parametri di ottimizzazione (smussamento) come una larghezza di banda degli stimatori del kernel e la larghezza del contenitore dell'istogramma. I ben noti metodi basati sui dati di tale selezione sono una convalida incrociata e le sue modifiche, metodi basati sulla minimizzazione dell'errore quadratico medio (MSE) e del suo asintotico e dei loro limiti superiori. Un metodo di discrepanza che utilizza statistiche non parametriche ben note come quelle di Kolmogorov-Smirnov, von Mises e Anderson-Darling come metrica nello spazio delle funzioni di distribuzione (dfs) e quantili delle statistiche successive come un'incertezza nota o un valore di discrepanza può essere trovato in. Bootstrap è un altro strumento per trovare parametri di smussamento utilizzando approssimazioni di MSE non noto mediante diversi schemi di ricampionamento, vedere ad esempio

### Annotazioni
1. ↑   E. Willekens, Subexponentiality on the real line, in Technical Report, K.U. Leuven, 1986.

### Fonti
1. 1 2 3   S. R. Asmussen, Steady-State Properties of GI/G/1, in Applied Probability and Queues, Stochastic Modelling and Applied Probability, vol. 51, 2003,  pp. 266-301, DOI:10.1007/0-387-21525-5_10, ISBN 978-0-387-00211-8.
2. ↑  Rolski, Schmidli, Scmidt, Teugels, Stochastic Processes for Insurance and Finance, 1999
3. ↑  S. Foss, D. Korshunov, S. Zachary, An Introduction to Heavy-Tailed and Subexponential Distributions, Springer Science & Business Media, 21 May 2013
4. ↑  (EN) V. P. Chistyakov, A Theorem on Sums of Independent Positive Random Variables and Its Applications to Branching Random Processes, su ResearchGate, 1964. URL consultato il 7 aprile 2019.
5. ↑   Jozef L. Teugels, The Class of Subexponential Distributions, su projecteuclid.org, Annals of Probability, 1975. URL consultato il 7 aprile 2019.
6. 1 2 3 4 5   Embrechts P., Klueppelberg C. e Mikosch T., Modelling extremal events for insurance and finance, Stochastic Modelling and Applied Probability, vol. 33, Berlino, Springer, 1997, DOI:10.1007/978-3-642-33483-2, ISBN 978-3-642-08242-9.
7. ↑   S. Foss, T. Konstantopoulos e S. Zachary, Discrete and Continuous Time Modulated Random Walks with Heavy-Tailed Increments (PDF), in Journal of Theoretical Probability, vol. 20, n. 3, 2007,  p. 581, DOI:10.1007/s10959-007-0081-2.
8. ↑   Adam Wierman, Catastrophes, Conspiracies, and Subexponential Distributions (Part III), su Rigor + Relevance blog, RSRG, Caltech. URL consultato il 9 gennaio 2014.
9. ↑   Falk, M., Hüsler, J. & Reiss, R., 2010,  p. 80, ISBN 978-3-0348-0008-2.
10. ↑   Alves, M.I.F., de Haan, L. & Neves, C., Statistical inference for heavy and super-heavy tailed distributions (PDF), su docentes.deio.fc.ul.pt. URL consultato il 1º novembre 2011 (archiviato dall'url originale il 23 giugno 2007).
11. ↑   John P. Nolan, Stable Distributions (PDF), su academic2.american.edu, 2009. URL consultato il 21 febbraio 2009 (archiviato dall'url originale il 17 luglio 2011).
12. 1 2  (EN) Novak S.Y., Extreme value methods with applications to finance, London: CRC, 2011, ISBN 978-1-43983-574-6.
13. 1 2   Statistical Inference Using Extreme Order Statistics, vol. 3, DOI:10.1214/aos/1176343003.
14. ↑  Hill B.M. (1975) A simple general approach to inference about the tail of a distribution. Ann. Stat., v. 3, 1163–1174.
15. ↑  Hall, P.(1982) On some estimates of an exponent of regular variation. J. R. Stat. Soc. Ser. B., v. 44, 37–42.
16. ↑  Haeusler, E. and J. L. Teugels (1985) On asymptotic normality of Hill's estimator for the exponent of regular variation. Ann. Stat., v. 13, 743–756.
17. ↑  Hsing, T. (1991) On tail index estimation using dependent data. Ann. Stat., v. 19, 1547–1569.
18. ↑  Hill, J. (2010) On tail index estimation for dependent, heterogeneous data. Econometric Th., v. 26, 1398–1436.
19. ↑  Resnick, S. and Starica, C. (1997). Asymptotic behavior of Hill’s estimator for autoregressive data. Comm. Statist. Stochastic Models 13, 703–721.
20. ↑  Ling, S. and Peng, L. (2004). Hill’s estimator for the tail index of an ARMA model. J. Statist. Plann. Inference 123, 279–293.
21. ↑  Hill, J. B. (2015). Tail index estimation for a filtered dependent time series. Stat. Sin. 25, 609–630.
22. ↑   vol. 48, 2019, DOI:10.1080/03610926.2018.1441418, arXiv:1708.01686,  https://oadoi.org/10.1080/03610926.2018.1441418.
23. ↑  Goldie C.M., Smith R.L. (1987) Slow variation with remainder:
 theory and applications. Quart. J. Math. Oxford, v. 38, 45–71.
24. ↑   Estimating the Heavy Tail Index from Scaling Properties (ps), in Methodology and Computing in Applied Probability, vol. 1, 1999,  pp. 55-79, DOI:10.1023/A:1010012224103. URL consultato il 19 luglio 2022 (archiviato dall'url originale il 6 febbraio 2007).
25. 1 2   Markovich N.M., Chitester: Wiley, 2007, ISBN 978-0-470-72359-3.
26. ↑   Wand M.P., Jones M.C., New York: Chapman and Hall, 1995, ISBN 978-0412552700.
27. ↑   Hall P., Springer, 1992, ISBN 9780387945088.